# Diocese de Mangalore
A Diocese Mangalore  (Latim:Dioecesis Mangalorensis) é uma diocese localizada no município de Mangalor, no estado de Carnataca, pertencente a Arquidiocese de Bangalore na Índia. Foi fundada em 1674 pelo Papa Clemente X como Vicariato Apostólico de Kanara. No período de 1700 a 1845 teve sua sede suprimida, sendo recriada em 12 de maio de 1845 pelo Papa Gregório XVI como Pró-Vicariato Apostólico de Mangalore. Com uma população católica de 243.520 habitantes, sendo 11,0% da população total, possui 122 paróquias com dados de 2018.

## História
Em 1674 o Papa Clemente X cria o Vicariato Apostólico de Kanara, através do território da Arquidiocese de Goa. No período de 1700 a 1845 o vicariato foi extinto, tendo seu território retornado a arquidiocese de Goa.  No dia 12 de maio de 1845 o Papa Gregório XVI restaura o vicariato agora como Pró-Vicariato Apostólico de Mangalore, através do território do então Vicariato Apostólico de Verapoly. Em 1853 o Pró-Vicariato é promovido a Vicariato Apostólico de Mangalore. Em 1886 é novamente promovido, dessa vez para Diocese de Mangalore. Em 1923 a Diocese de Mangalore juntamente com a Diocese de Coimbatore e a Diocese de Mysore perdem território para a formação da Diocese de Calecute. Por fim em 2012 novamente perde território, dessa vez para a formação da Diocese de Udupi.

## Lista de bispos
A seguir uma lista de bispos desde a criação do vicariato apostólico em 1674.
|                                     | Nome                             | Período             | Notas                                           |
| Bispos de Mangalore                 | Bispos de Mangalore              | Bispos de Mangalore | Bispos de Mangalore                             |
| ----------------------------------- | -------------------------------- | ------------------- | ----------------------------------------------- |
| 10º                                 | Peter Paul Saldanha              | 2018 - atual        |                                                 |
| 9º                                  | Aloysius Paul D'Souza            | 1996 - 2018         |                                                 |
| 8º                                  | Basil Salvadore D'Souza          | 1965 - 1996         | Faleceu no cargo                                |
| 7º                                  | Raymond D'Mello                  | 1959 - 1964         | Nomeado bispo de Allahabad                      |
| 6º                                  | Basil Salvador Theodore Peres    | 1955 - 1958         | Faleceu no cargo                                |
| 5º                                  | Victor Rosario Fernandes         | 1931 - 1955         | Faleceu no cargo                                |
| 4º                                  | Valeriano José de Souza          | 1928 - 1930         | Faleceu no cargo                                |
| 3º                                  | Paolo Charles Perini, S.J.       | 1910 - 1928         | Administrador apostólico no período 1923 - 1928 |
| 2º                                  | Abbondio Cavadini, S.J.          | 1895 - 1910         | Faleceu no cargo                                |
| 1º                                  | Nicolau Maria Pagani, S.J.       | 1886 - 1895         | Faleceu no cargo                                |
| Vigários apostólicos de Mangalore   |                                  |                     |                                                 |
| 3º                                  | Nicolau Maria Pagani, S.J.       | 1878 - 1886         | Nomeado bispo dessa diocese                     |
| 2º                                  | Ephrem Garrelon, O.C.D.          | 1870 - 1873         | Faleceu no cargo                                |
| 1º                                  | Michel Antoine Anfossi, O.C.D.   | 1853 - 1870         |                                                 |
| Pró-Vigário apostólico de Mangalore |                                  |                     |                                                 |
| 1º                                  | Bernardino de Santa Inês, O.C.D. | 1845 - 1853         |                                                 |
| Vigário apostólico de Kanara        |                                  |                     |                                                 |
| 1º                                  | Thomas de Castro, C.R.           | 1675 - 1684         | Faleceu no cargo                                |